# Periptera lobelioides
Periptera lobelioides är en malvaväxtart som beskrevs av P.A. Fryxell och S.D. Koch. Periptera lobelioides ingår i släktet Periptera och familjen malvaväxter. Inga underarter finns listade i Catalogue of Life.